# Hexatoma (Eriocera) peruviana
Hexatoma (Eriocera) peruviana is een tweevleugelige uit de familie steltmuggen (Limoniidae). De soort komt voor in het Neotropisch gebied.